# Festival de Cannes 2013

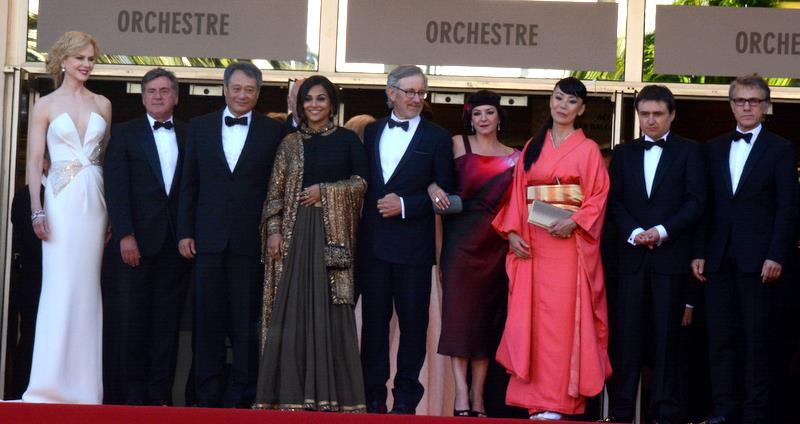

O Festival de Cannes 2013 foi a sexagésima sexta edição do Festival de Cannes, realizada, na França, de 15 a 26 de maio de 2013. Steven Spielberg, foi o selecionado presidente do júri para a competição principal. A cineasta neozelandesa Jane Campion, para chefe do júri da Cinéfondation e das sessões de curta-metragens. A atriz francesa Audrey Tautou sediou as cerimônias de abertura e encerramento. Ainda, a atriz Kim Novak foi convidada de honra e participou de uma nova versão restaurada de Alfred Hitchcock, Vertigo.
O festival foi aberto com The Great Gatsby, dirigido por Baz Luhrmann e encerrado com Zulu, dirigido por Jérôme Salle. O pôster para o festival homenageou Paul Newman e sua esposa Joanne Woodward. The Bling Ring, dirigido por Sofia Coppola, abriu a seção Un certain regard.
O filme francês La vie d'Adèle venceu Palma de Ouro. Em um consenso, o júri decidiu tomar "uma decisão excepcional", premiando também as atrizes principais Adèle Exarchopoulos e Léa Seydoux, juntamente com o diretor.